# Квејл Вали (Калифорнија)
Квејл Вали (енгл. Quail Valley) град је у америчкој савезној држави Калифорнија.

## Демографија
По попису из 2000. године број становника је 1.639.
| Група             | 2000.       | 2010.    |
| Белци             | 774 (47,2%) | 0 (0,0%) |
| Афроамериканци    | 17 (1,0%)   | 0 (0,0%) |
| Азијати           | 15 (0,9%)   | 0 (0,0%) |
| Хиспаноамериканци | 772 (47,1%) | 0 (0,0%) |
| Укупно            | 1.639       | 0        |